# Der sprechende Hund
Der sprechende Hund (auch Bello oder Bello, der sprechende Hund) ist ein Zeichentrick-Sketch des deutschen Humoristen Loriot. In ihm wird ein Mann interviewt, der behauptet, seinem Hund das Sprechen beigebracht zu haben. Der zur Demonstration mitgebrachte Hund ist aber nicht in der Lage, den vorgesprochenen Text seines Herrchens zu wiederholen, sondern gibt nur „Ho“-Laute von sich.
Der Trickfilm wurde erstmals in der vierten Folge der Fernsehreihe Loriot gezeigt, die im November 1977 im Ersten ausgestrahlt wurde. Darin ist er in drei einzelne Abschnitte aufgeteilt, die über die Folge verteilt gezeigt werden. In der Neuschnittfassung der Serie aus dem Jahr 1997 (Folge 5) wird er am Stück gezeigt. Der Text des Sketches erschien erstmals 1981 und wurde seitdem in mehreren Sammelbänden Loriots aufgenommen.

## Handlung
Zwei Männer sitzen sich in einem Fernsehstudio gegenüber. Zwischen ihnen sitzt ein großer, dicker Hund mit langem, weißen Fell. Der rechts sitzende Mann, ein Fernsehreporter, stellt den anderen Mann als Dr. Sommer vor, den Gründer und Leiter der Tierpädagogischen Hochschule in Cuxhaven. Den Hund nennt er dessen besten Freund und Schüler. Daraufhin macht der Hund mit seiner Zunge ein Furzgeräusch.
Der Reporter beginnt seinen Gast zu interviewen. So erfahren die Zuschauer, dass Sommer dem Hund namens Bello das Sprechen beigebracht haben will. Zur Demonstration dieser Fähigkeit soll der Reporter Worte vorschlagen, die der Hund dann nachsprechen würde. Der Reporter schlägt den Namen eines berühmten Schauspielers vor, der ihm aber nicht einfällt. Die beiden Männer verzetteln sich nun zunächst in dem Versuch, den Namen herauszufinden. Danach beginnt dann doch noch die Sprachvorführung des Hundes. Sommer spricht ihm mehrere Sätze vor, die er stets mit „Bello … sag mal“ einleitet und die auffällig häufig den Buchstaben O enthalten. Statt die Texte nachzusprechen, antwortet Bello mit einer Folge von „Ho“-Lauten, die im Rhythmus dem Original ähneln. Der Reporter spricht diesen Fehler jedoch nicht an, sondern sagt nur, man müsse sehr genau hinhören oder der Hund sei gewissen Themen wohl nicht gewachsen. Als Sommer vorschlägt, der Hund könne über Atomstrom reden, lehnt der Reporter dies zunächst ab, da politische Äußerungen von Hunden im Fernsehen unerwünscht seien, erlaubt es dann aber doch noch. Erst nach weiteren Sprachvorführungen konfrontiert der Reporter seinen Gast damit, dass sein Hund überhaupt nicht sprechen kann und nur einen einzigen Buchstaben beherrsche. Sommer bezeichnet dies als „unverschämte Behauptung“ und der Hund stößt einen langgezogenen Klagelaut aus. Auf die Frage des Reporters, was der Hund denn jetzt wieder gesagt habe, antwortet Sommer mit dem Zungenbrecher „Fischers Fritze fischt frische Fische.“ Der Sketch endet mit einem Furzgeräusch des Hundes, das er zuvor bereits mehrfach gemacht hatte.

## Produktion und Veröffentlichung

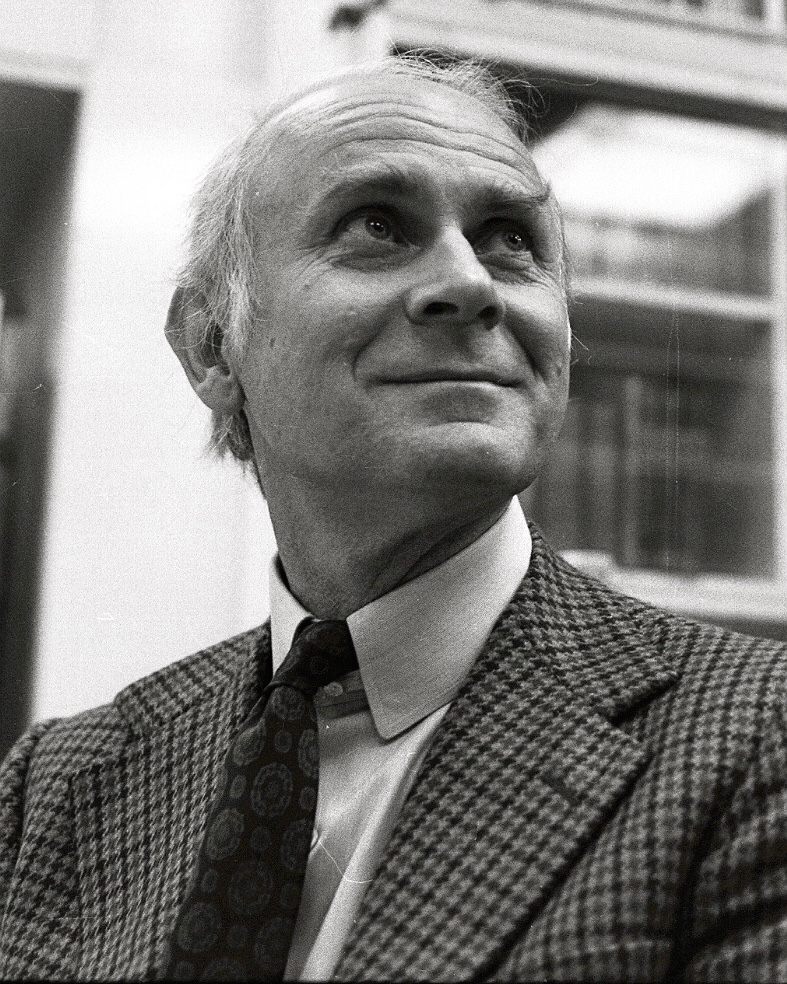
Loriot 1971 während einer Autogrammstunde

Der Trickfilm entstand im Trickfilmstudio Loriots, das er Anfang der 1970er Jahre in Percha am Starnberger See unweit seines Wohnorts Ammerland gegründet hatte und in dem er bis zu fünf Mitarbeiter beschäftigte. Wie bei Loriots Trickfilmen üblich, sind die Mundbewegungen der Figuren mit ihren gesprochenen Worten synchron. Um dies zu erreichen, war eine hohe Anzahl einzeln gezeichneter Phasen notwendig. Wie bei fast allen seiner Trickfilme übernahm Loriot die Sprechrollen der beiden Männer und auch die des Hundes selbst.
Erstmals gezeigt wurde der Trickfilm in der vierten Folge der von Radio Bremen produzierten Sendereihe Loriot, die am 7. November 1977 im Deutschen Fernsehen ausgestrahlt wurde. Darin ist er in drei Teile geteilt, die über die Folge verteilt gezeigt werden. Der erste Teil wird noch vor Einblendung des Titels gezeigt. Darin ist nur die Vorstellung der Gäste durch den Moderator und das anschließende Furzgeräusch des Hundes zu sehen. Der zweite Teil endet nach dem gescheiterten Versuch der beiden Männer, den Namen des Schauspielers zu finden. Der dritte Teil enthält dann sämtliche Sprechversuche des Hundes.
1997 ordnete Loriot sein Fernsehwerk neu und verteilte die 6 alten, 45-minütigen Loriot-Folgen auf 14 Folgen mit einer Länge von 25 Minuten. Der sprechende Hund ist Teil der fünften Folge Von Steinläusen, Möpsen und Mäusen, Vom Ferienglück und einem Nudelproblem, die am 20. Mai 1997 im Ersten Premiere feierte. Anders als in der Originalfolge ist der Sketch darin am Stück zu sehen. Auch in der Sendung Loriots 65. Geburtstag vom 12. November 1988 wurde der Film am Stück gezeigt.
Der Text des Trickfilms erschien erstmals 1981 im Sammelband Loriots dramatische Werke, der die Texte vieler Trickfilm- und Realfilmsketche der Sendereihe Loriot sowie einiger weiterer Fernseharbeiten Loriots vereinigt. Er wurde später auch in anderen Sammelbänden Loriots veröffentlicht. In der DVD-Sammlung Die vollständige Fernseh-Edition von Loriot ist der Trickfilm zweimal enthalten, einmal als Teil von Loriot IV und einmal als Extra in einer Fassung ohne Unterbrechung. Letztere war 1984 bereits Teil der VHS-Sammlung Loriots Vibliothek.

## Einordnung
Die bei Der sprechende Hund dargestellte Situation gehört zu den Grundmotiven der Trickfilmarbeiten Loriots. Fernsehinterviews wurden bereits in seinen frühen Trickfilmen bei seiner ersten Sendereihe Cartoon gezeigt, erstmals im November 1967 in Kaninchen. Wie bei Der sprechende Hund war der Inhalt des Interviews meist abseitig bis absurd, mehrmals wurden Wissenschaftler interviewt. In der Reihe Loriot war dieses Motiv bereits in der ersten Folge im Trickfilm Studiointerview zu sehen, in dem ein Wissenschaftler seine Körperteile durch Atemtechniken vergrößert. Dort setzte Loriot auch erstmals die Aufteilung eines Trickfilms ein, die er nach Der sprechende Hund noch in der fünften Folge bei den Herren im Bad verwendete.
Hunde spielten in Loriots Leben eine große Rolle. Dies schlug sich auch in seinem Werk nieder, bei dem der Hund zu einem der zentralen Leitmotive gezählt werden kann, wie der Germanist Stefan Neumann feststellt. Gleich zu Beginn von Loriots Karriere sorgte 1953 seine Zeichenserie Auf den Hund gekommen, in der die Rollen von Mensch und Hund vertauscht werden, für größeres Aufsehen. In der Fernsehreihe Cartoon traten mehrfach seine eigenen Möpse auf. Zu Loriots populärsten Werken zählt der sprechende Zeichentrickhund Wum, der als Maskottchen der Aktion Sorgenkind ab 1971 in den ZDF-Sendungen Drei mal Neun und Der große Preis auftrat und das Lied Ich wünsch mir ’ne kleine Miezekatze sang, das die Spitze der deutschen Singlecharts erreichte und eine Goldene Schallplatte erhielt. Laut Stefan Neumann kann Der sprechende Hund als Loriots Selbstparodie auf den sprechenden Wum verstanden werden. Wie Loriots langjähriger Mitarbeiter und Freund Stefan Lukschy betont, verspottet Loriot mit seiner Synchronisation den Hund jedoch nicht, sondern behandelt ihn mit Respekt. Für Neumann dient Bello darüber hinaus, wie auch die anderen Hunde bei Loriot, als „Spiegel des Menschen“. Die vermeintlichen Unzulänglichkeiten des Hundes offenbarten die Selbstüberschätzung der Menschen.
Zur Zeit der Erstausstrahlung des Trickfilms waren der darin angesprochene Atomstrom und die Anti-Atomkraft-Bewegung wichtige politische Themen in der Bundesrepublik. Loriot setzte sich mehrfach in seinem Werk damit auseinander, etwa in seiner von 1975 bis 1978 im Stern erschienenen Serie Der Kommentar, in der die Atomkraft ein wiederkehrendes Motiv war. In der sechsten und letzten Folge von Loriot verarbeitete er das Motiv noch einmal, als Opa Hoppenstedt im Sketch Spielwaren seinem Enkelkind das Modell eines Atomkraftwerks kauft, das dann im Sketch Weihnacht nach dem Aufbau explodiert.

## Nachwirkung
Der sprechende Hund zählt zu den bekanntesten Sketchen Loriots. So war er 1997 bei einer Umfrage unter den acht Loriot-Sketchen, die von den Befragten am häufigsten auf Anhieb genannt wurden. Im Briefmarken-Jahrgang 2011 der Bundesrepublik Deutschland erschienen vier Wohlfahrtsmarken mit Zeichentrickmotiven von Loriot, darunter auch ein Bild aus Der sprechende Hund. Mit dem Sketch-Zitat „Der Hund kann überhaupt nicht sprechen“ wurde 2009 ein Artikel von Andreas Platthaus in der Frankfurter Allgemeinen Zeitung überschrieben, in dem er die DVD-Kollektion der Fernsehserie Tim und Struppi rezensiert.

## Ausgaben (Auswahl)
Bildtonträger
- Loriots Vibliothek. Band 5: Der sprechende Hund oder Von Mensch zu Mensch. Warner Home Video, Hamburg 1984, VHS Nr. 5 (ohne Unterbrechung).
- Loriot – Sein großes Sketch-Archiv. Warner Home Video, Hamburg 2001, DVD Nr. 2 (als Teil von Loriot 5).
- Loriot – Die vollständige Fernseh-Edition. Warner Home Video, Hamburg 2007, DVD Nr. 4 (als Teil von Loriot IV und als Extra ohne Unterbrechung).
- Loriots große Trickfilmrevue. Salzgeber, Berlin 2023, DVD/Blu-ray.

Tonträger
- Loriots dramatische Werke. Ehe, Politik und andere Katastrophen. Deutsche Grammophon, Hamburg, 1981, Schallplatte.
- Loriots Klassiker. Deutsche Grammophon, Hamburg, 1988, CD.
- Loriot – Dramatische Werke. Diogenes, Zürich, 2016, CD (gelesen von Stermann & Grissemann).

Bücher
- Loriots dramatische Werke. Diogenes, Zürich 1981, ISBN 3-257-01004-4, S. 241–245.
- Das Frühstücksei. Diogenes, Zürich 2003, ISBN 3-257-02081-3, S. 227–232.
- Gesammelte Prosa. Diogenes, Zürich 2006, ISBN 978-3-257-06481-0, S. 329–335.